# Arvella
Arvella is een geslacht van tweekleppigen uit de familie van de Mytilidae.

## Soorten
- Arvella faba (Müller, 1776)
- Arvella japonica (Dall, 1897)
- Arvella manshurica Bartsch in Scarlato, 1960
- Arvella pectinula (Gould, 1841)